# 中南大学
中南大学（ちゅうなんだいがく、ピンイン：Zhongnan Daxue、英称：Central South University)は中国湖南省長沙市岳麓区麓山南路932号に本部を置き、主管部門は中華人民共和国工業情報化部であるが中国中央政府直轄管理、中国教育部直属でもある。医学、土木、材料工学が有名な中国の名門大学である。中国の副部級大学の一つである。985工程、211工程、双一流の成員校として、国家重点大学である。

## 概要
2020年1月の時点で、学校の面積は39200アール、建築面積276万平方メートルである。生徒数約5.8万余名、そのうち、学部生34000人、研究生22000人、留学生1600人。
2020年「ARWU世界大学学術ランキング」により世界のランキングが「101-150」位である。
冶金分野では世界２位で、鉱物分野では世界１位である。
2021年「THE世界大学ランキング」により世界のランキングが「351–400」にランクインする。
2021年「U.S. News 世界大学ランキング」により世界のランキングが「290」である。

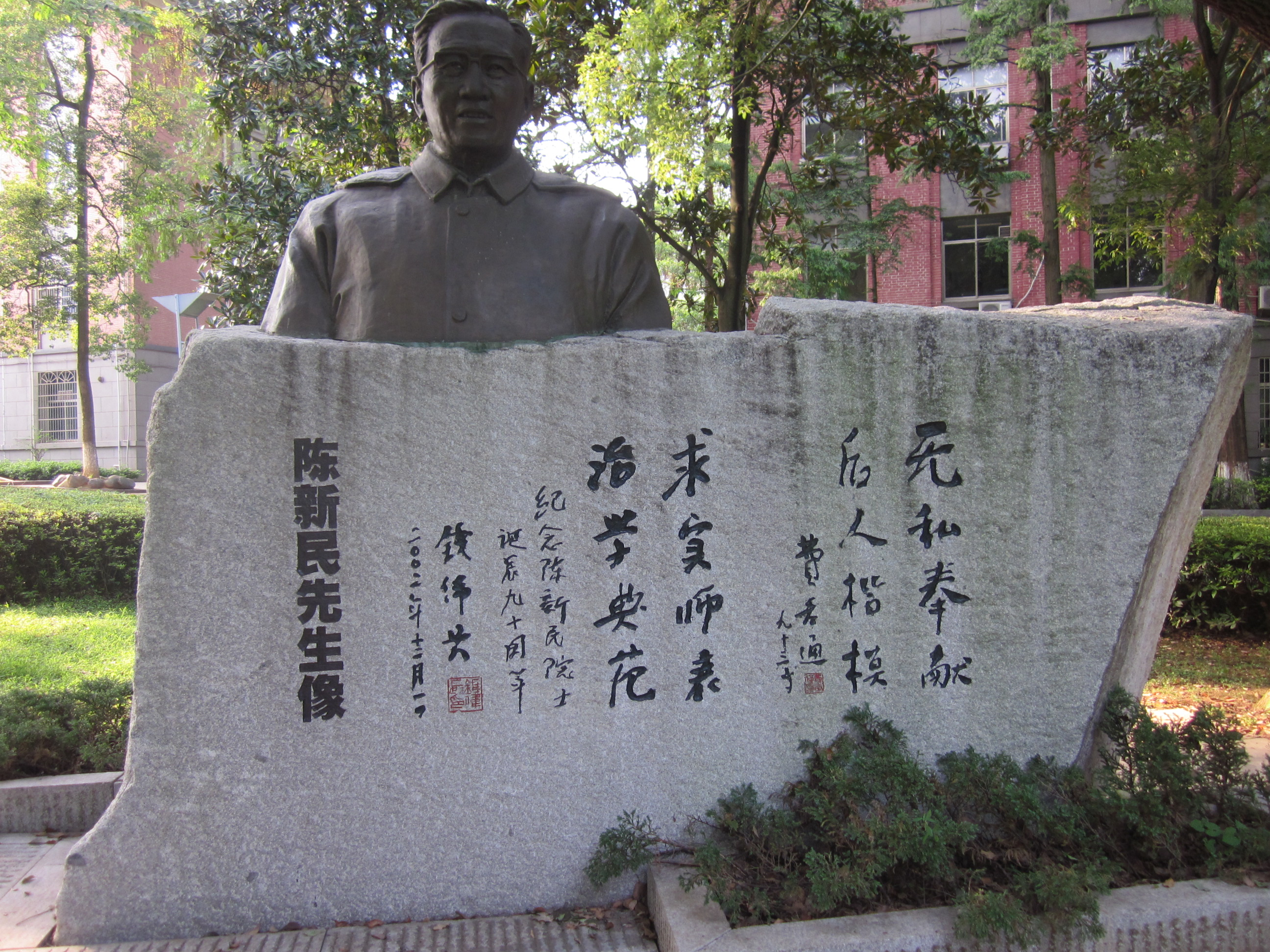
陳徳民の彫像

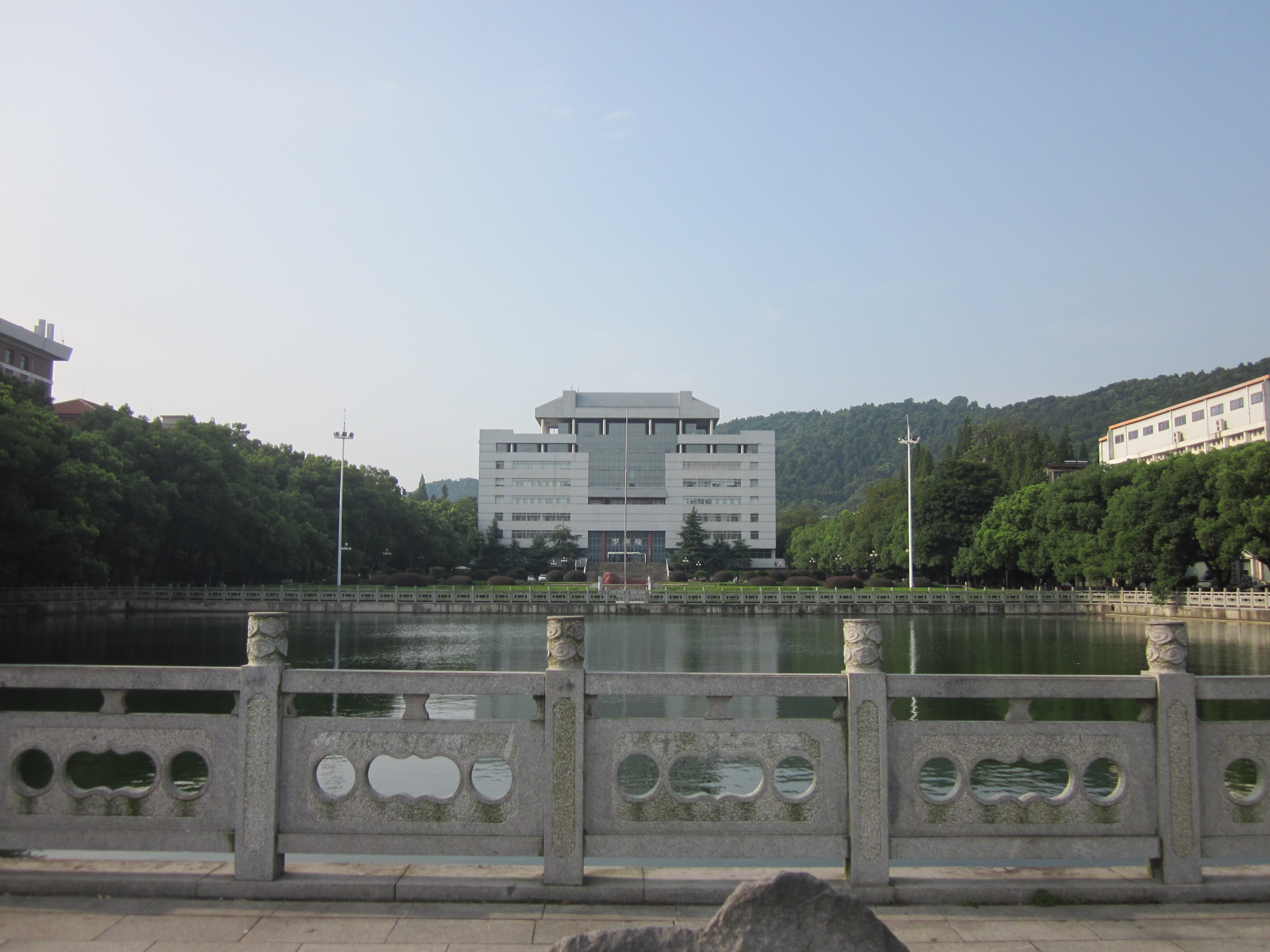
中南大学の本部

## 沿革
- 2000年4月 - 中南工業大学、湖南医科大学、長沙鉄道学院を統合し発足する。

中南工業大学
1952年武漢大学、中山大学、北京工業学院、広西大学、湖南大学、南昌大学の鉱物・冶金関連の学科の合併により、中南鉱冶学院が創立される。1985年7月、中南工業大学に改名された。統合後は理工系の学科の母体となった。
湖南医科大学
旧称は湘雅医科大学。1906年にアメリカ・イェール大学による支援を受けて創立された。統合後は医学系の学科の母体となった。現在もイェール大学と中南大学の間では交流が継続されている。
長沙鉄道学院
1953年、武漢大学、湖南大学、南昌大学、広西大学の土木・建築系学科と、四川大学、雲南大学、華南工学院（現・華南理工大学）の土木・建築・鉄道系学科が統合され、長沙鉄道学院が創立された。当時、中国土木三強の一つであった。統合後は中南大学の土木・建築系の学科の母体となった。

## 組織
- 中南大学付属湘雅医院
- 中南大学付属湘雅二医院
- 中南大学付属湘雅三医院
- 中南大学付属湘雅口腔医院

## 学科ランキング
2017年中国教育部の学科評価結果に基づき、中南大学は各学科の評価において、12つの学科がAクラスに位置しています。Aクラスの具体的な定義は、学科の全体的なレベルスコアの順位に基づいて、上位2%から10%の範囲に該当し、A+は上位2%（または上位2位）、Aは上位2%から5%、A-は5%から10%の間に相当します。

### 中南大学のAクラス学科
最新の五輪学科評価結果に基づき、中南大学は以下の3つのA+クラス学科を有しています：
1. 冶金工学
  - この学科は中南大学の伝統的な強みのある学科で、全国の冶金工学学科の中でも上位に位置しており、通常はA+またはAクラスにランクインしています。
2. 鉱業工学
  - 鉱業工学も中南大学の特色ある学科であり、国内外で強い影響力を持ち、Aクラスの学科に分類されています。
3. 看護学
  - 看護学は近年の評価で継続的に良好な成績を収めており、Aクラスの学科として評価されています。2023年10月27日に発表された「上海ランキング世界一流学科ランキング（ShanghaiRanking's Global Ranking of Academic Subjects）」によると、中南大学の看護学は31位にランクインしました。

## 対外関係

### 日本における協定校
- 統計数理研究所
- 北海道医療大学
- 秋田大学
- 会津大学
- 横浜国立大学
- 福井工業大学
- 滋賀県立大学
- 鹿児島大学

部局間学術交流協定
- 中南大学湘雅医院と国立病院機構鹿児島医療センター